# Toshiko Kowada
Toshiko Kowada, (Japans: 小和田 敏子; Japan, 17 november 1947) is een voormalig Japans professioneel tafeltennisster.

## Belangrijkste resultaten
- Goud in het enkelspel op de wereldkampioenschappen 1969.
- Goud met het team op de wereldkampioenschappen 1971.
- Brons in het gemengd dubbelspel op de wereldkampioenschappen 1969 met Shigeo Itoh.
- Brons met het team op de wereldkampioenschappen 1969.